# Episodi di Altered Carbon (seconda stagione)
La seconda e ultima stagione serie televisiva Altered Carbon, composta da 8 episodi, è stata interamente pubblicata dal servizio on demand Netflix simultaneamente il 27 febbraio 2020 in tutti i territori in cui Netflix è disponibile.
| n. | Titolo originale    | Titolo italiano           | Pubblicazione    |
| -- | ------------------- | ------------------------- | ---------------- |
| 1  | Phantom Lady        | La donna fantasma         | 27 febbraio 2020 |
| 2  | Payment Deferred    | Pagamento alla consegna   | 27 febbraio 2020 |
| 3  | Nightmare Alley     | La fiera delle illusioni  | 27 febbraio 2020 |
| 4  | Shadow of a Doubt   | L'ombra del dubbio        | 27 febbraio 2020 |
| 5  | I Wake up Screaming | Situazione pericolosa     | 27 febbraio 2020 |
| 6  | Bury Me Dead        | La tomba                  | 27 febbraio 2020 |
| 7  | Experiment Perilous | Un esperimento pericoloso | 27 febbraio 2020 |
| 8  | Broken Angels       | Angeli spezzati           | 27 febbraio 2020 |